# Ленино (Могилёвская область)
Ле́нино (бел. Ле́ніна; до 1918 года Романово) — агрогородок (ранее посёлок) в составе Ленинского сельсовета Горецкого района Могилёвской области Республики Беларусь.

Административный центр Ленинского сельсовета.

## Географическое положение
Расположен на реке Мерея.

## Название
До 1918 года поселение называлось Название Романово. Название не имело связи с династией Романовых. В октябре 1918 году было переименовано в Ленино честь вождя большевиков Владимира Ильича Ленина.

## История

### Великое княжество Литовское
Поселение известно с XVI века и упоминается в Договорной грамоте 1523 года о перемирии между Московским государством и Великим княжеством Литовским. В 1529 году имение Романово купил князь Острожский и поздней отдал его в приданное дочери Екатерине.
С 1647 года известно как местечко в котором было 56 дворов, винокурня, мельница, сукновальня, корчма и церковь. В 1741 году владельцем был Карл Радзивилл и в местечке было 470 дворов, в 1777 году- 395 дворов.

### Российская империя
В 1772 года в результате первого раздела Речи Посполитой, при Екатерине II, территории, включая Романово, вошли в состав Российской империи. На этих землях была образована Оршанская провинция.
В 1773 году владелец имения не принял присягу Екатерине II и местечко с 34 деревнями было конфисковано и передано в казенное управление. В 1774 году оно было пожаловано во владение братьям князьям Алексею и Ионе Дондуковым.
С 1777 года в составе Оршанского уезда, с 1802 года — Могилёвской губернии.
В 1801 году Вера Ионовна Дондукова (1780—1833), единственная дочь Ионы Дондукова, вышла замуж за офицера лейб-гвардии Конного полка Никиту Ивановича Корсакова (1775—1857). По ходатайству княгини Дондуковой, её зять получил 15 июля 1802 году разрешение именоваться князем Дондуковым-Корсаковым и в подарок от тёщи получил имение Романово. При нём в местечке был устроен конный завод, он начал собирать библиотеку, картины и другие музейные предметы. В 1812 году местечко и имение были захвачены армией Наполеона и разграблены. 8 ноября 1812 года здесь размещалась главная квартира М. И. Кутузова.
С 1860 года в составе Горецкого уезда.
В 1870—1880-х гг. владельцем имения был князь Алексей Михайлович Дондуков-Корсаков (1822—1894), действительный статский советник. Был известен тем, что занимался краеведческой деятельностью и участвовал в работе Археологического съезда в 1874 года. При нём в Романово начали строить каменную церковь и один из крестьян привёз камень с непонятными надписями. В третьем томе сборника «Полоцко-Витебская старина» Алексей Михайлович Дондуков — Корсаков опубликовал статью «Древний памятник „Волчьего хвоста“ в стране радимичей», пытаясь расшифровать эти надписи.
5 августа 1877 Романово посетил известный белорусский художник и этнограф Наполеон Орда, который сделал рисунок с панорамой местечка.
В 1880 году в Романово жило 728 чел. (359 муж. и 369 жен.), 340 православных, 5 католиков, 383 иудеев. По результатам переписи 1897 года в местечке жило уже 958 жителей, работала церковь, 2 синагоги, кожевенный и клееварный заводы, 7 кузниц, церковно-приходская школа, народное училище, фельдшерский пункт, почта, 21 лавка, ежегодно проводилось 4 ярмарки.
В 1892-1893 годах при раскопках на городище близ Романово Горецкого уезда Могилёвской губернии был найден клад XI века. Браслет из этого клада хранится в Государственном историческом музее в Москве
Последними владельцами имения были княгиня Мария Александровна и княжна Мария Владимировна Дондуковы-Корсаковы, которые занимались общественной деятельностью. М. З. Фрейдин, профессор Белорусской государственной сельскохозяйственной академии, заслуженный экономист БССР, вспоминал, что «…его отец Залман окончил в Романово хедер, но также хорошо знал русский язык. Кроме того он был активным членом Романовской пожарной добровольной дружины, которую создала княгиня и финансировала приобретение всего оборудования. Эта дружина участвовала в соревнованиях сельских пожарных дружин России. У нас в семье долгое время хранилось разрешение, выданное ему полицией. Там было написано, что он может две недели проживать в Санкт-Петербурге и участвовать в Международном конгрессе пожарных дружин. Как активного члена дружины княгиня послала моего отца на бухгалтерские курсы в Киев, которые он закончил в 1917 г. И всю жизнь он работал по специальности».

### С 1917 по 1941
29 марта 1917 года сельскохозяйственные рабочие экономии кн. Дондуковых в местечке Романово провели собрание и решили требовать увеличения зарплаты. 10 апреля 1917 года об этом сообщала газета «Оршанский вестник».
В октябре 1917 года был образован Романовский волостной Совет рабочих и крестьянских депутатов. В 1918 году имение было национализировано и на базе имения был организован совхоз «Ленино». Имущество владельцев имения, имеющую ценность было перевезено в Горки. Книги передали в уездную библиотеку, картины и уникальные вещи составили основу Горецкого краеведческого музея.
В 1925 году картины Горецкого музея передали в Смоленской, а изделия фарфора Японии, Китая и другие вещи — в Государственный музей БССР. В настоящее время изделия фарфора хранятся в Национальном историческом музее Республики Беларусь.
С 1 января 1919 года Ленино в составе Белорусской ССР, однако 16 января 1919 года вместе с другими этнически белорусскими территориями в составе Гомельской губернии РСФСР. 
Постановлением Президиума ВЦИК РСФСР от 4 февраля 1924 года «О передаче Белоруссии районов с преимущественно белорусским населением», постановлением Президиума ЦИК БССР от 5 марта 1924 года «О присоединении Витебской губернии к Белоруссии» и резолюцией VI Всебелорусского чрезвычайного съезда Советов БССР от 13 марта 1924 года в состав БССР вошли Витебский, Полоцкий, Сенненский, Суражский, Городокский, Дриссенский, Лепельский и Оршанский уезды Витебской губернии. В марте 1924 года Романово вновь в Белорусской ССР, где стало центром сельсовета Горецкого района. Статус поселения был понижен до деревни.
В 1929 году совхоз в Ленино был преобразован в колхоз «Новая жизнь». Он объединил 75 хозяйств. В 1937 году в Ленино была организована машинно-тракторная станция. В 1940 году здесь работали кузница, ветреный и механический мельницы, маслозавод, мастерская ремонта сельскохозяйственного инвентаря, сапожная мастерская.

### Великая Отечественная война

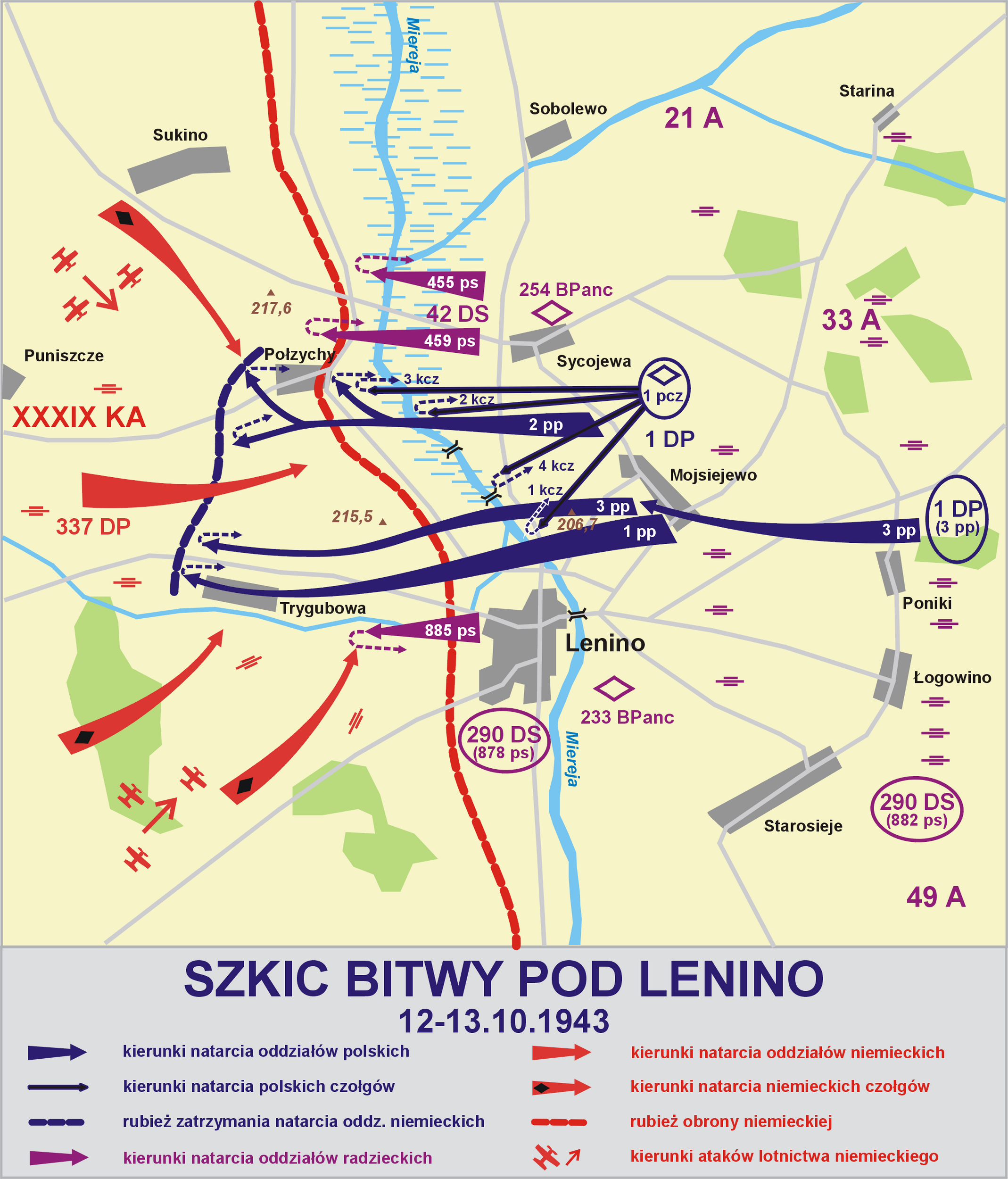
Битва под Ленино

В период Великой Отечественной войны деревня Ленино была занята частями вермахта. Немцы вернули населённому пункту дореволюционное название Романово и сделали центром волости, назначили старосту и набрали вспомогательную полицию из числа противников Советской власти.
В конце июля 1941 года всех евреев села немцы переселили в гетто, которое занимало улицу, ведущую к кладбищу. Гетто было окружено с одной стороны колючей проволокой, а с другой — рекой и болотом. Гетто охранялось местными полицейскими. Евреев заставили нашить шестиконечные звезды на верхней одежде, запретили уходить из деревни и использовали на принудительных работах.
12 июля 1942 года фашисты и полицейские собрали евреев и повели их к заранее выкопанным ямам в 2 километрах к востоку от деревни. Во время расстрела многие, особенно дети, падали в ямы ещё живыми. Местным мужчинам-белорусам приказали закопать ямы.
По данным музея Яд Вашем (Израиль) и книги «Память. Горецкий район» в Ленино были расстреляны 186 человек. Их останки в 1960-е годы были перенесены к памятнику «Скорбящая мать» в городе Горки, и там же на памятных досках были выбиты их имена. На самой братской могиле жертв геноцида евреев в Ленино памятника нет.
12-13 октября 1943 года в сражении у села (битва под Ленино) вместе с наступающими войсками советской 33-й армии впервые участвовали Первая польская пехотная дивизия имени Тадеуша Костюшко и 1-й танковый полк имени Героев Вестерплатте, сформированные в СССР по инициативе Союза польских патриотов и ставшие основой Войска Польского.
В 1968 году Декретом Государственного совета Польской Народной Республики посёлок Ленино был награждён орденом «Крест Грюнвальда» II класса.
Указом Сейма Польской Народной Республики от 26 мая 1988 года учреждён памятный знак для польских военнослужащих — Крест «За битву под Ленино».

### Послевоенное время
В 1960-х посёлок Ленино, являвшийся центральная усадьбой совхоза, стал объектом экспериментальной комплексной застройки, проект которой разработали заслуженные архитекторы БССР Г. А. Беганская и А. П. Калниньш.

В застройку центра посёлка вошли: здание Дома культуры со зрительным залом на 400 мест, фойе, библиотекой и помещениями для кружковых занятий, совмещённое с административными помещениями дирекции совхоза, сельского совета и почты; торговый центр с промтоварным магазином, магазином «Книги — сувениры» и столовой с банкетным залом; средняя школа на 480 учащихся; гостиница с комбинатом бытового обслуживания и аптекой. К середине 1970-х был реконструирован фасад школы и построено здание педагогического училища (ныне — Горецкий педагогический колледж. УО «Могилёвский государственный университет имени А. А. Кулешова»).

### Республика Беларусь
В 2000 году Ленино получило статус агрогородка.

## Население
- 1880 год — 728 человек
- 1897 год — 958 человек
- 1941 год — 335 человек
- 1999 год — 1749 человек
- 2010 год — 1481 человек

## Образование
- Действует учреждение среднего специального образования — Горецкий педагогический колледж Могилёвского государственного университета имени А. А. Кулешова[11], который готовит учителей начальной школы и воспитателей дошкольных учреждений[12].
- Работает государственное учреждение образования «Ленинский учебно-педагогический комплекс детский сад-средняя школа Горецкого района». При комплексе работает краеведческий музей, в котором есть три раздела: История д. Ленино; Этнография Горецкого района; Битва под Ленино (октябрь 1943).

## Культура
- Дом культуры

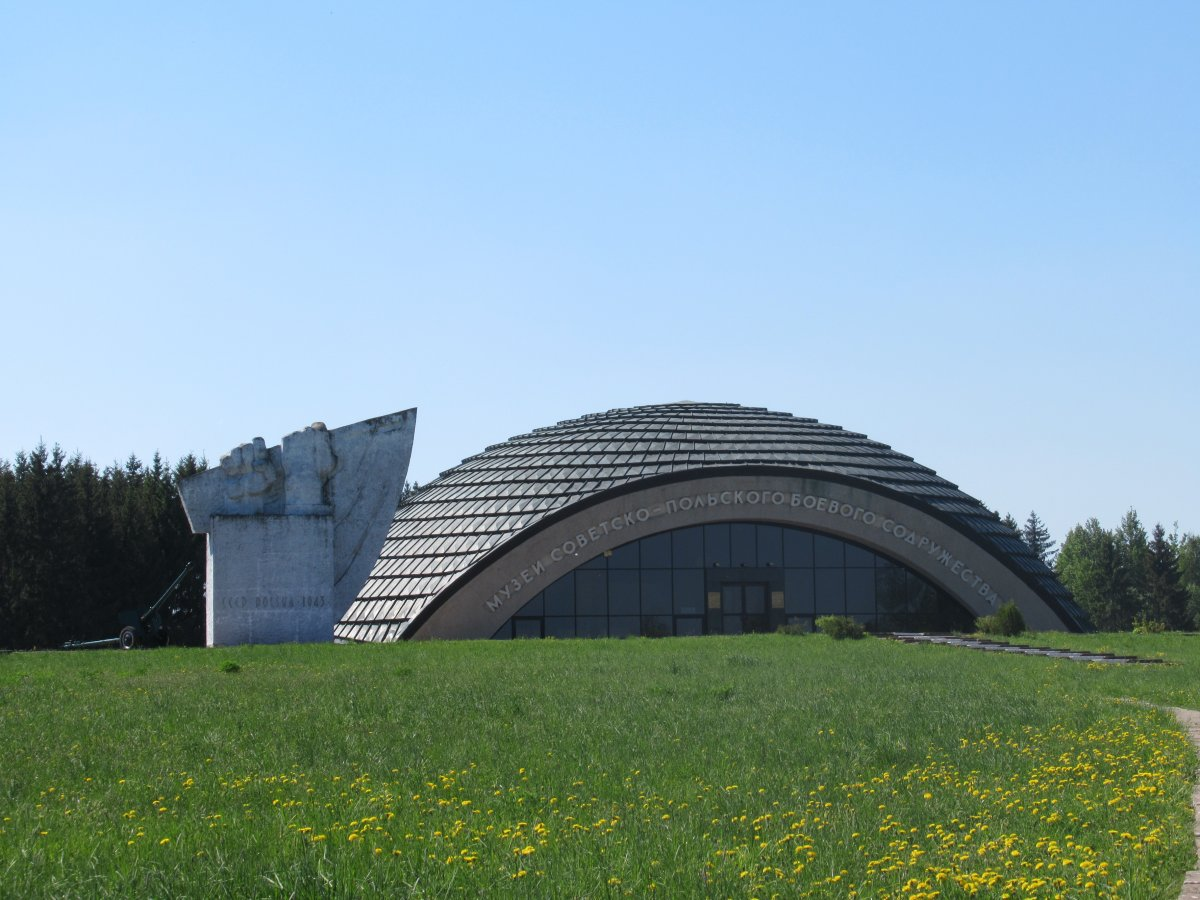
Музей советско-польского боевого содружества

- Музей советско-польского боевого содружества — филиал Горецкого районного историко-этнографического музея (арх. Яков Белопольский, Владимир Хавин, скульптор Владимир Цигаль, народный художник СССР, лауреат Ленинской премии и академик конструктор А.Судаков, автор проекта оформления художник-график Э. К. Агунович). В музее диорама «Бой под Ленино» (художники А. И. Интезаров, Н. В. Овечкин, 1968) —  Историко-культурная ценность Республики Беларусь, шифр 513Д000444

### Знаменитые земляки
- Фрумин, Семён Михайлович (12 ноября 1900, м. Романово Горецкого уезда — 1 сентября 1938, Москва) — директор Московского института физкультуры, бригадный комиссар РККА.
- Симкин, Яков Львович ( 1921 -1978 ) — участник Великой Отечественной войны, художник, член Союза художников СССР.
- Хавкин, Израиль Файвович, род.13 января 1913 г., председатель колхоза им. Жданова Симферопольского района с 1954 по 1986 гг. «Заслуженный работник сельского хозяйства УССР». Участник Великой Отечественной войны. Награждён орденами «Знак почета», Октябрьской революции, Дружбы народов, медалями  «За отвагу», «За победу над Германией», «За трудовую доблесть»,«За доблестный труд».

## События и мероприятия
- 30 сентября 2023 года — районный фестиваль «Дажынкi»

## Достопримечательности
- Братская могила советских воинов. На обелиске в виде пятиконечной звезды надпись: «Бессмертен твой подвиг, вечная слава тебе, советский солдат!»
- Братская могила неизвестных польских и советских солдат, погибших в 1943 году. У изголовья возвышается кусок пробитой брони — символ стойкости и мужества советских и польских воинов.
- Братская могила польских воинов. На нём на белорусском и польском языках написано: Польским воинам 1-й дивизии имени Тадеуша Костюшко, которые погибли в боях с немецко-фашизмом за свободу и независимость своей Родины, вечная слава!"

### Памятник, скульптура
- Памятник В. И. Ленину
- Обелиск памяти павших, представляющий собой две руки, держащие одно знамя. Автор — Владимир Цигаль. На стороне, обращенной к поселку, надпись: СССР — Polska 1943.
- Мемориальный комплекс советско-польского боевого содружества —  Историко-культурная ценность Республики Беларусь, шифр 513Д000444

## Галерея

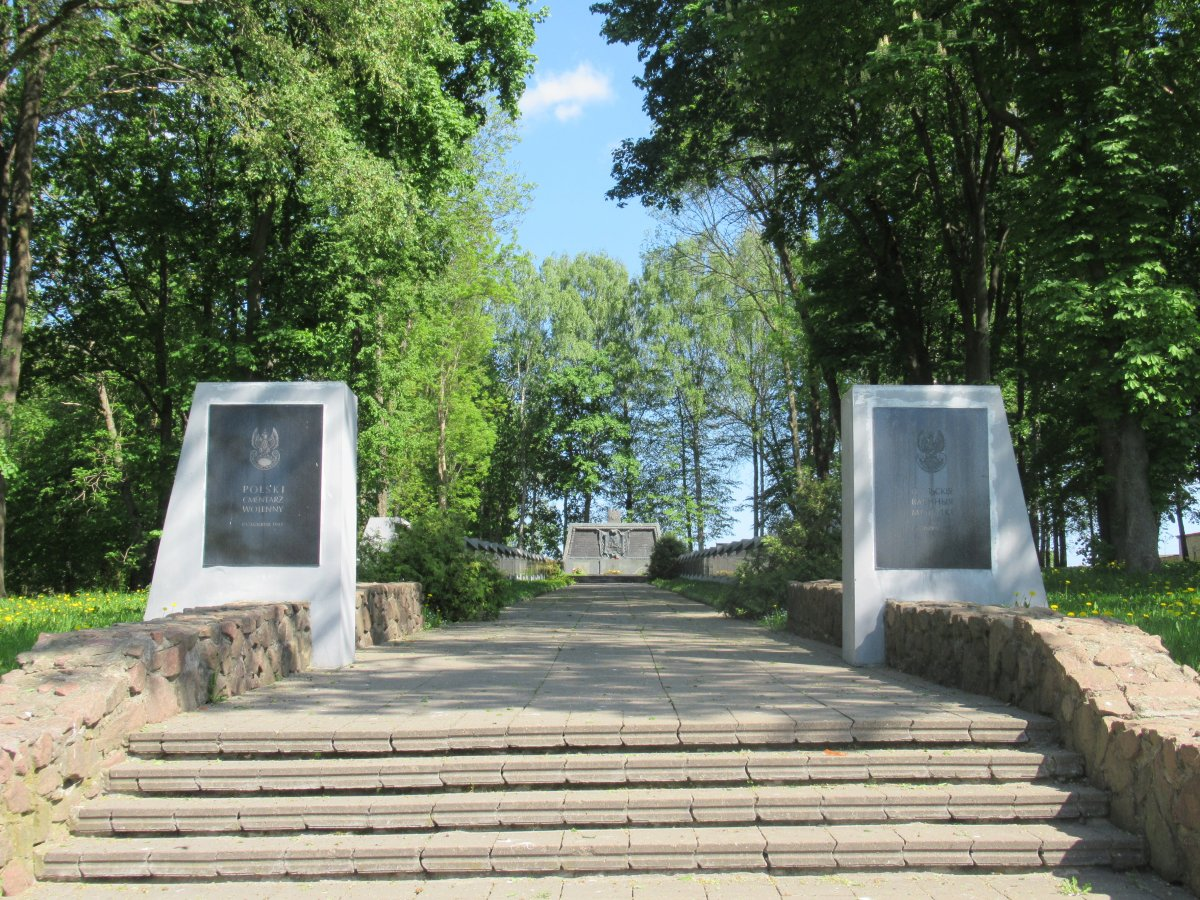
Музей советско-польского боевого содружества
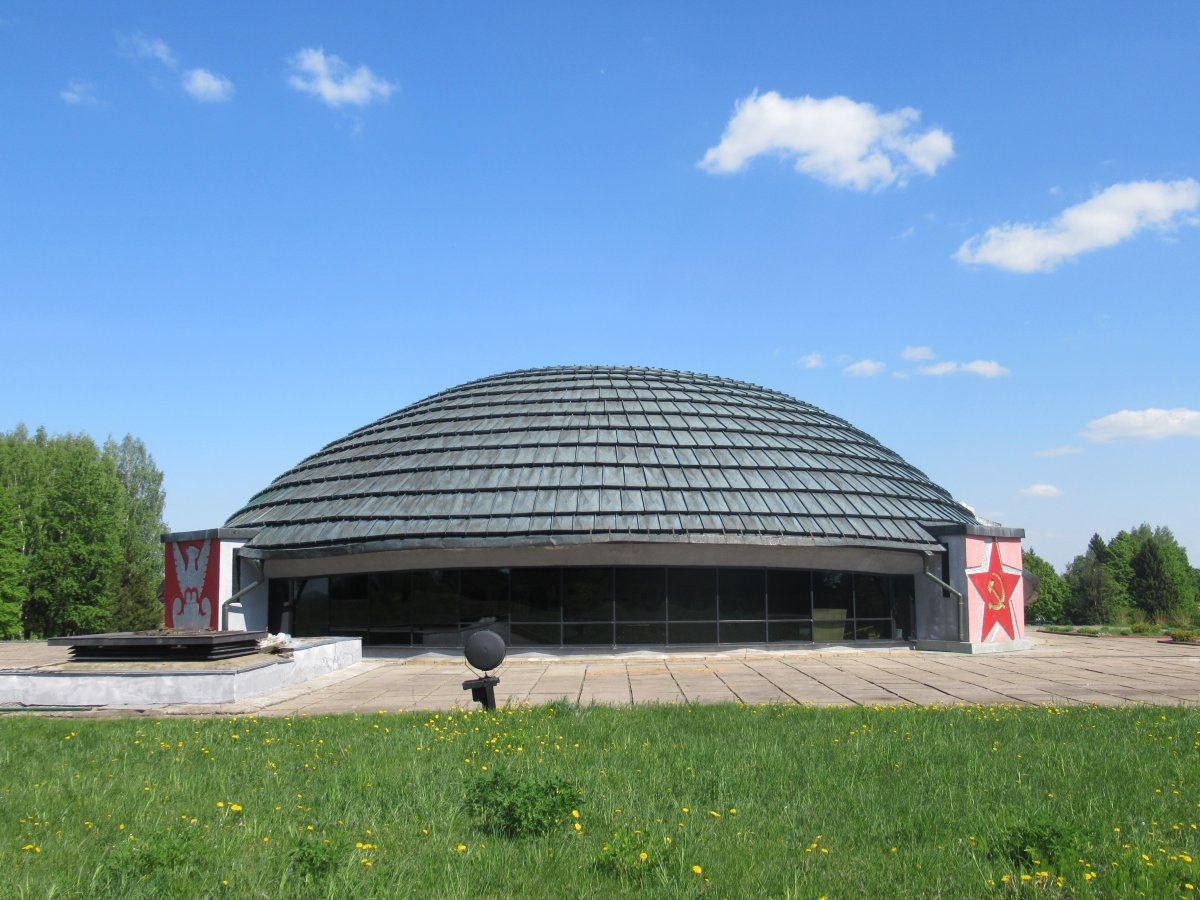
Музей советско-польского боевого содружества